# Crypton Future Media
Crypton Future Media, Inc, o Crypton, és una companyia multimèdia amb base a Sapporo, Japó. Desenvolupa, importa i ven productes per a la indústria musical, com a generadors d'àudio, CD and DVD, i llibreries d'efectes de so i música de fons. La companyia també ofereix serveis de venda en línia, comunitat en línia, i contingut per a mòbils.

## Descripció
Crypton va començar en el negoci de la importació de productes musicals el 1995, i ha estat involucrat en el desenvolupament, importació i venda de CD i DVD, llibreries d'efectes de so i música de fons, i també en aplicacions sintetitzadores d'àudio. Els seus principals socis comercials al Japó inclouen botigues d'instruments musicals, botigues de computació, i distribuïdors de programari.
La companyia ha venut programari per a les següents organitzacions:
- Proveïdors de Videojocs, com Konami, Sega, Sony Computer Entertainment, Namco, i Nintendo
- Radiodifusió en mitjans públics i privats (TV, ràdio, i cable), com NHK
- Companyies de maquinari i programari, com Apple Inc., Dell, i Microsoft
- Fabricants d'instruments musicals, com Roland Corporation i Yamaha Corporation
- Institucions públiques, com governs locals, el Ministeri de la Guerra del Japó, i el Ministeri d'Educació, Cultura, Esports, Ciència i Tecnologia
- Institucions educatives, com preparatòries, universitats, i escoles vocacionals.

Crypton també opera un nombre de llocs japonesos per a mòbils, la majoria d'ells per a i-mode, EzWeb, and Yahoo! Keitai, amb l'objectiu de distribuir ringtones, efectes de so, i tons de trucada amb veu, incloent:
- Hatsune Miku Mobile (初 音 ミ ク モ バ イ ル)
- Miku to Utaou (ミ ク と 歌 お う ♪)
- Pocket Sound Effect Pro (ポ ケ ッ ト 効果 音 Pro)
- Mazeteyo Nama Voice (ま ぜ て よ ☆ 生 ボ イ ス)

Una firma d'entreteniment mòbil a Israel, Eurocom Cellular Communications, és un soci internacional de Crypton.

## Productes i serveis VOCALOID
Crypton és més conegut per la producció i venda de programari de síntesi de parla per a la música electrònica. Els seus productes fan servir Vocaloid, un mecanisme de síntesi de parla desenvolupat per Yamaha Corporation, que també van ser acusats de trobar i contactar amb estudis anglesos amb l'objectiu de guanyar recomanacions per a la versió en anglès del Vocaloid. La companyia va presentar Meiko el 2004 i Kaito el 2006. la presentació del primer personatge vocal virtual Hatsune Miku va ser el 31 d'agost de 2007, el qual utilitza el Vocaloid 2, que va contribuir enormement a la fama d'Crypton. El segon i tercer personatges virtuals són Kagamine Rin i Len, presentats el 27 de desembre de 2007, i Megurine Luka, presentat el 30 de gener de 2009. A causa de la popularitat d'aquests "Vocaloids", Crypton va llançar llocs a internet dedicats a publicar contingut fet pels fans, a més del seu propi segell musical KarenT per vendre les seves cançons. Així mateix, es realitzen presentacions amb els seus cantants virtuals en concerts massius.